# Brechen (Hessen)
Brechen ist eine Gemeinde im mittelhessischen Landkreis Limburg-Weilburg.

## Geografie

### Geografische Lage
Brechen liegt im südöstlichen Teil des Limburger Beckens zwischen Taunus und Westerwald. Das waldarme Lösshügelland wird hier von Südost nach Nordwest vom Emsbach durchquert, welcher bei Niederbrechen den Wörsbach aufnimmt und das Gebiet zur Lahn hin entwässert. Zusammen mit der sich südlich anschließenden Idsteiner Senke ist diese Landschaft unter dem volkstümlichen Namen Goldener Grund bekannt, welcher auf die Klimagunst und fruchtbare Böden verweist.

### Nachbargemeinden
Nach Nordwesten grenzt die Gemeinde Brechen an die Kreisstadt Limburg, nach Norden an die Stadt Runkel, nach Nordosten an den Marktflecken Villmar, nach Südosten an die Gemeinde Selters (Taunus) und nach Südwesten an die Gemeinde Hünfelden (alle im Landkreis Limburg-Weilburg).

### Gemeindegliederung
Die Gemeinde Brechen besteht aus drei Ortsteilen:
- Niederbrechen ist Verwaltungssitz sowie größter der drei Ortsteile,
- Oberbrechen und
- Werschau.

## Geschichte

### Gemeindegebiet
Siehe auch: Römerlager Oberbrechen
Die älteste bekannte urkundliche Erwähnung finden Nieder- und Oberbrechen unter dem Namen „Brachina“ (an der Berglehne) in einer Schenkungsurkunde des Klosters Lorsch vom 12. August 772. In der Folgezeit gingen die Orte in das Eigentum der Abtei St. Maximin Trier über. Über viele Jahrhunderte wechselte der Besitz zwischen den Kurfürstentum Trier und der Herrschaft von Molsberg hin und her. Bedeutung hatten die Orte durch ihre Lage an der Fernhandelsstraße Köln – Frankfurt am Main (Via Publica) als Vorposten kurtrierischen Gebiets in Richtung Frankfurt. Niederbrechen besaß im Mittelalter zeitweilig Stadtrechte und eine heute noch in Teilen erhaltene Stadtmauer.
Die Berger Kirche auf dem Gemeindegebiet existiert seit karolingischer Zeit und war die Mutterkirche der Region. Sie war Ortskirche der Wüstung Bergen, die zwischen 1354 und 1490 untergegangen sein muss. Die erste urkundliche Erwähnung fand 910 statt; heutige Gebäudeteile lassen sich etwa bis zur ersten Jahrtausendwende zurückdatieren.
Der Ortsteil Werschau wurde 1235 erstmals urkundlich erwähnt.
Im Jahr 1803 kam das Gemeindegebiet durch den Reichsdeputationshauptschluss und die Auflösung von Kurtrier zum Fürstentum Nassau-Weilburg, das vereinigt mit Nassau-Usingen 1806 zum Herzogtum Nassau wurde. Dabei gehörten die drei damals selbständigen Gemeinden Oberbrechen, Niederbrechen und Werschau zum Amt Limburg. Da das Herzogtum Nassau 1866 im Preußisch-Österreichischen Krieg auf der Seite des unterlegenen Kaisertums Österreich stand, wurde es von Preußen annektiert und mit dem ebenfalls annektierten Kurhessen die Provinz Hessen-Nassau gebildet. Aus dem vormaligen Herzogtum Nassau entstand der preußische Regierungsbezirk Wiesbaden. Die bisherigen nassauischen Ämter wurden 1867 aufgelöst und durch Kreise ersetzt, wobei das ehemalige Amt Limburg zuerst zum Unterlahnkreis kam und dann 1886 zum neuen Kreis Limburg. Zum 1. Juli 1944 wurde die preußische Provinz Hessen-Nassau in die neugebildeten Provinzen Kurhessen und Nassau aufgeteilt. Nach dem Zweiten Weltkrieg kamen die drei damaligen Gemeinden Oberbrechen, Niederbrechen und Werschau zur Amerikanischen Besatzungszone und dann zum neugebildeten Land Groß-Hessen, das 1946 verkleinert und in Hessen umbenannt wurde und die US-amerikanisch besetzten Gebietsteile des vorherigen Volksstaates Hessen sowie der ehemaligen preußischen Provinz Hessen-Nassau umfasste. 1968 wurde der Regierungsbezirk Wiesbaden aufgelöst und dem Regierungsbezirk Darmstadt angegliedert.

### Seit der Gemeindebildung 1971/1974
Die Gemeinde Brechen entstand im Zuge der Gebietsreform in Hessen. Zuerst fusionierten die bis dahin selbständigen Gemeinden Niederbrechen und Werschau einvernehmlich zum 31. Dezember 1971 zur neuen Gemeinde Brechen. Oberbrechen kam am 1. Juli 1974 kraft Landesgesetz hinzu. Ortsbezirke nach der Hessischen Gemeindeordnung wurden nicht errichtet.
1974 kam Brechen mit dem Kreis Limburg zum neugebildeten Landkreis Limburg-Weilburg. Und 1981 wurde der Landkreis Limburg-Weilburg dem neugeschaffenen mittelhessischen Regierungsbezirk Gießen angegliedert.
Anlässlich der Ersterwähnung von Brachina von 772 wurde 2022 im Rahmen einer Veranstaltungsreihe das 1250-jährige Jubiläum der Ortsteile Niederbrechen und Oberbrechen gefeiert.

### Bevölkerung

#### Einwohnerstruktur 2011
Nach den Erhebungen des Zensus 2011 lebten am Stichtag dem 9. Mai 2011 in Brechen 6636 Einwohner. Nach dem Lebensalter waren 1185 Einwohner unter 18 Jahren, 2763 zwischen 18 und 49, 1359 zwischen 50 und 64 und 1329 Einwohner waren älter. Unter den Einwohnern waren 262 (3,9 %) Ausländer, von denen 67 aus dem EU-Ausland, 149 aus anderen europäischen Ländern und 46 aus anderen Staaten kamen. (Bis zum Jahr 2020 erhöhte sich die Ausländerquote auf 7,1 %.) Die Einwohner lebten in 2769 Haushalten. Davon waren 780 Singlehaushalte, 822 Paare ohne Kinder und 927 Paare mit Kindern, sowie 201 Alleinerziehende und 42 Wohngemeinschaften. In 636 Haushalten lebten ausschließlich Senioren und in 1857 Haushaltungen lebten keine Senioren.

#### Einwohnerentwicklung
| Brechen: Einwohnerzahlen von 1973 bis 2020             | Brechen: Einwohnerzahlen von 1973 bis 2020 | Brechen: Einwohnerzahlen von 1973 bis 2020 | Brechen: Einwohnerzahlen von 1973 bis 2020 | Brechen: Einwohnerzahlen von 1973 bis 2020 |
| ------------------------------------------------------ | ------------------------------------------ | ------------------------------------------ | ------------------------------------------ | ------------------------------------------ |
| Jahr                                                   |                                            |                                            |                                            | Einwohner                                  |
| 1973                                                   | 1973                                       |                                            | 6.361                                      | 6.361                                      |
| 1975                                                   | 1975                                       |                                            | 6.266                                      | 6.266                                      |
| 1980                                                   | 1980                                       |                                            | 6.170                                      | 6.170                                      |
| 1985                                                   | 1985                                       |                                            | 6.091                                      | 6.091                                      |
| 1990                                                   | 1990                                       |                                            | 6.345                                      | 6.345                                      |
| 1995                                                   | 1995                                       |                                            | 6.546                                      | 6.546                                      |
| 2000                                                   | 2000                                       |                                            | 6.715                                      | 6.715                                      |
| 2005                                                   | 2005                                       |                                            | 6.753                                      | 6.753                                      |
| 2010                                                   | 2010                                       |                                            | 6.573                                      | 6.573                                      |
| 2011                                                   | 2011                                       |                                            | 6.636                                      | 6.636                                      |
| 2015                                                   | 2015                                       |                                            | 6.518                                      | 6.518                                      |
| 2020                                                   | 2020                                       |                                            | 6.457                                      | 6.457                                      |
| Quelle(n): Hessisches Statistisches Informationssystem |                                            |                                            |                                            |                                            |

#### Religionszugehörigkeit
| • 1987: | 660 evangelische (= 10,7 %), 5251 katholische (= 84,9 %), 273 sonstige (= 4,4 %) Einwohner       |
| • 2011: | 997 evangelische (= 15,0 %), 4467 katholische (= 67,3 %), 1172 sonstige (= 17,7 %) Einwohner     |
| • 2020: | 908 evangelische (= 13,6 %) und 3783 (= 56,09 %) katholische, 1663 sonstige (= 29,5 %) Einwohner |

## Politik

### Gemeindevertretung
Die Kommunalwahl am 14. März 2021 lieferte folgendes Ergebnis, in Vergleich gesetzt zu früheren Kommunalwahlen:

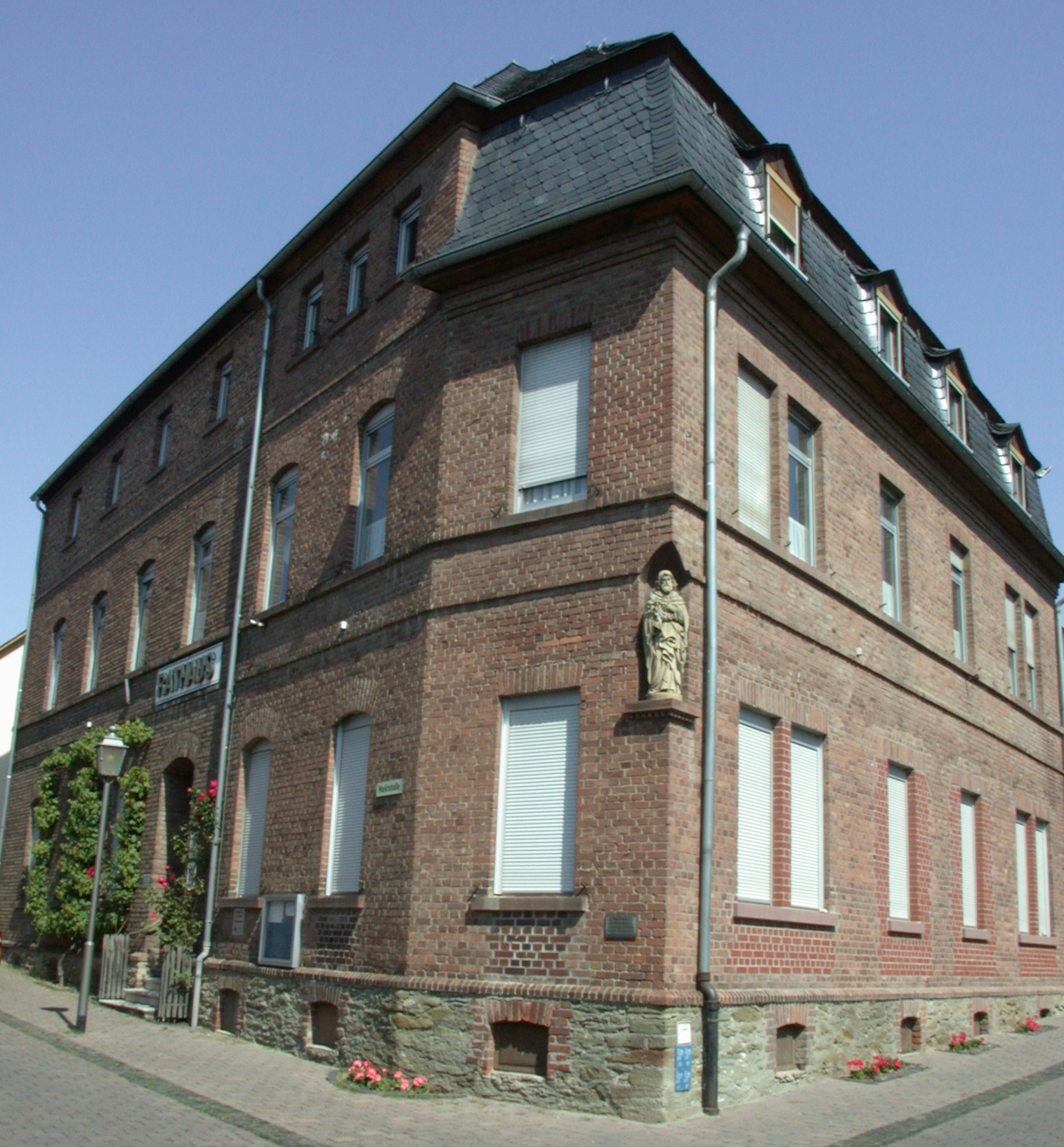
Rathaus der Gemeinde Brechen in Niederbrechen

| Sitzverteilung in der Gemeindevertretung 2021Insgesamt 31 Sitze - SPD: 5 - FDP: 2 - BWG: 7 - FW: 8 - CDU: 9 | Parteien und Wählergemeinschaften | Parteien und Wählergemeinschaften           | 2021  | 2021  | 2016  | 2016  | 2011  | 2011  | 2006  | 2006  | 2001  | 2001  |
| Sitzverteilung in der Gemeindevertretung 2021Insgesamt 31 Sitze - SPD: 5 - FDP: 2 - BWG: 7 - FW: 8 - CDU: 9 | Parteien und Wählergemeinschaften | Parteien und Wählergemeinschaften           | %     | Sitze | %     | Sitze | %     | Sitze | %     | Sitze | %     | Sitze |
| Sitzverteilung in der Gemeindevertretung 2021Insgesamt 31 Sitze - SPD: 5 - FDP: 2 - BWG: 7 - FW: 8 - CDU: 9 | CDU                               | Christlich Demokratische Union Deutschlands | 29,9  | 9     | 33,0  | 10    | 34,8  | 11    | 41,1  | 13    | 40,7  | 13    |
| Sitzverteilung in der Gemeindevertretung 2021Insgesamt 31 Sitze - SPD: 5 - FDP: 2 - BWG: 7 - FW: 8 - CDU: 9 | FWG                               | Freie Wählergemeinschaft Brechen            | 26,6  | 8     | 26,5  | 8     | 27,0  | 8     | 23,3  | 7     | 23,0  | 7     |
| Sitzverteilung in der Gemeindevertretung 2021Insgesamt 31 Sitze - SPD: 5 - FDP: 2 - BWG: 7 - FW: 8 - CDU: 9 | BWG                               | Bürgerliche Wählergemeinschaft Brechen      | 21,7  | 7     | 20,9  | 7     | 20,0  | 6     | 20,2  | 6     | 15,7  | 5     |
| Sitzverteilung in der Gemeindevertretung 2021Insgesamt 31 Sitze - SPD: 5 - FDP: 2 - BWG: 7 - FW: 8 - CDU: 9 | SPD                               | Sozialdemokratische Partei Deutschlands     | 15,3  | 5     | 13,3  | 4     | 14,8  | 5     | 15,4  | 5     | 20,6  | 6     |
| Sitzverteilung in der Gemeindevertretung 2021Insgesamt 31 Sitze - SPD: 5 - FDP: 2 - BWG: 7 - FW: 8 - CDU: 9 | FDP                               | Freie Demokratische Partei                  | 6,5   | 2     | 6,3   | 2     | 3,4   | 1     | —     | —     | —     | —     |
| Sitzverteilung in der Gemeindevertretung 2021Insgesamt 31 Sitze - SPD: 5 - FDP: 2 - BWG: 7 - FW: 8 - CDU: 9 | Gesamt                            | Gesamt                                      | 100,0 | 31    | 100,0 | 31    | 100,0 | 31    | 100,0 | 31    | 100,0 | 31    |
| Sitzverteilung in der Gemeindevertretung 2021Insgesamt 31 Sitze - SPD: 5 - FDP: 2 - BWG: 7 - FW: 8 - CDU: 9 | Wahlbeteiligung in %              | Wahlbeteiligung in %                        | 56,6  | 56,6  | 63,4  | 63,4  | 48,7  | 48,7  | 46,9  | 46,9  | 54,4  | 54,4  |

### Bürgermeister
Nach der hessischen Kommunalverfassung wird der Bürgermeister für eine sechsjährige Amtszeit gewählt, seit dem Jahr 1993 in einer Direktwahl, und ist Vorsitzender des Gemeindevorstands, dem in der Gemeinde Brechen neben dem Bürgermeister ehrenamtlich ein Erster Beigeordneter und sechs weitere Beigeordnete angehören. Bürgermeister ist seit dem 1. Dezember 2016 der  parteiunabhängige Frank Groos. Er wurde als Nachfolger von Werner Schlenz, der nach zwei Amtszeiten als Bürgermeister nicht wieder kandidiert hatte, am 20. März 2016 in einer Stichwahl bei 55,9 Prozent Wahlbeteiligung mit 45,5 Prozent der Stimmen gewählt. Es folgte eine Wiederwahl ohne Gegenkandidaten im Juni 2022.
Amtszeiten der Bürgermeister
- 2016–2028 Frank Groos[17]
- 2004–2016 Werner Schlenz[20]
- 1980–2004 Bernhard Königstein[21]
- 1974–1980 Josef Kramm[22]

### Wappen
| Wappen von Brechen | Blasonierung: „Im gevierten Schild im 1. Feld ein durchgehendes rotes Kreuz in Silber, im 2. Feld ein rot bewehrter silberner Bär in Schwarz, im 3. Feld ein rot bewehrter silberner Drache in Schwarz und im 4. Feld eine rote Rose mit goldenen Butzen und grünen Kelchblättern.“                 |
| Wappen von Brechen | Wappenbegründung: Das Brechener Wappen trägt in vier Feldern die Attribute der Kirchenpatrone der drei Ortsteile, Bär (Heiliger Maximin), Drache (Heiliger Georg) und Rose (Heilige Sieben Brüder) sowie das rote Trierer Kreuz als Hinweis auf die einstige Zugehörigkeit zum Kurfürstentum Trier. |

### Städtepartnerschaften
- Le Barp, Frankreich, seit 2021

## Bauwerke

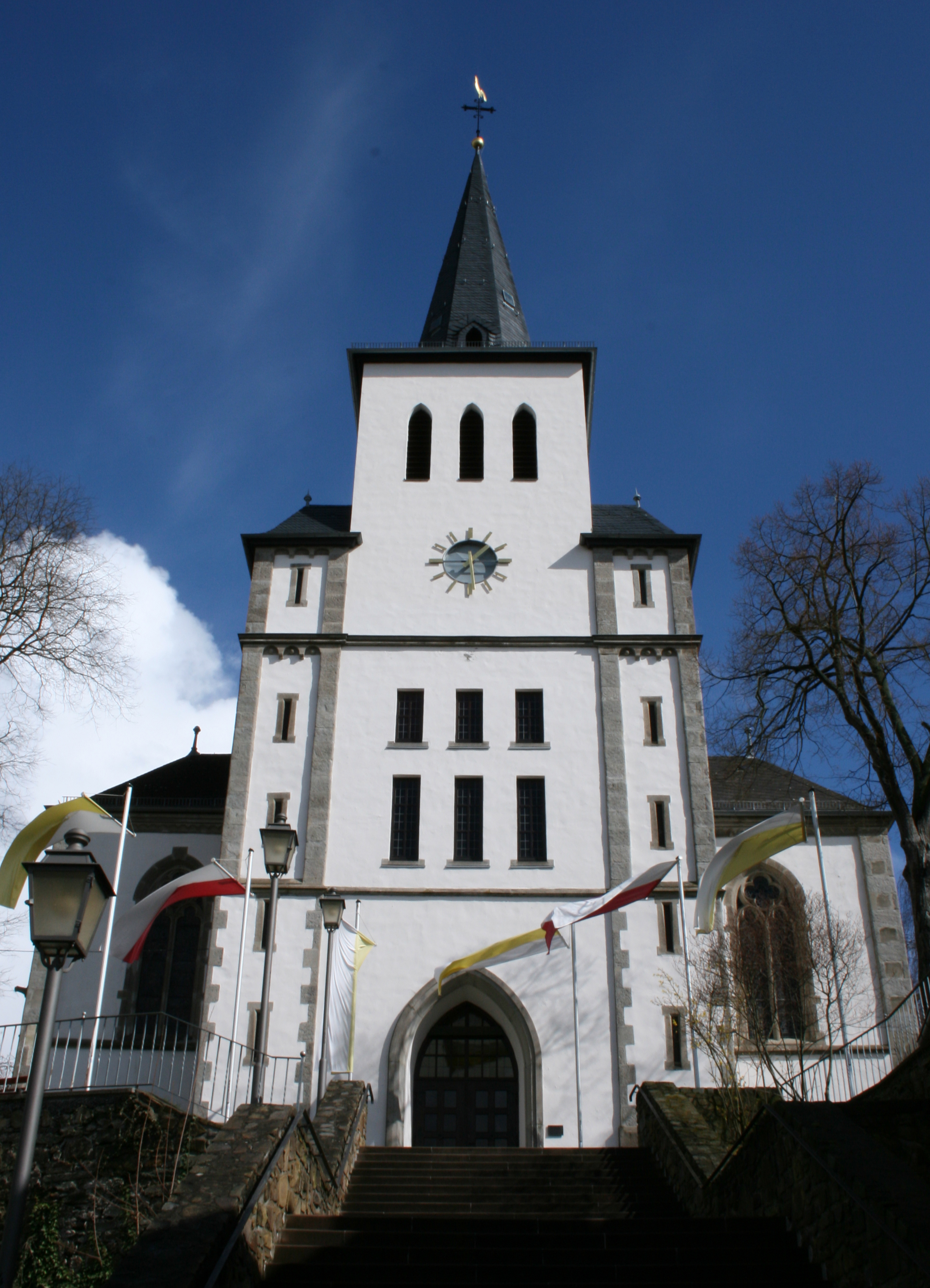
Niederbrechen: Portal der Pfarrkirche St. Maximin
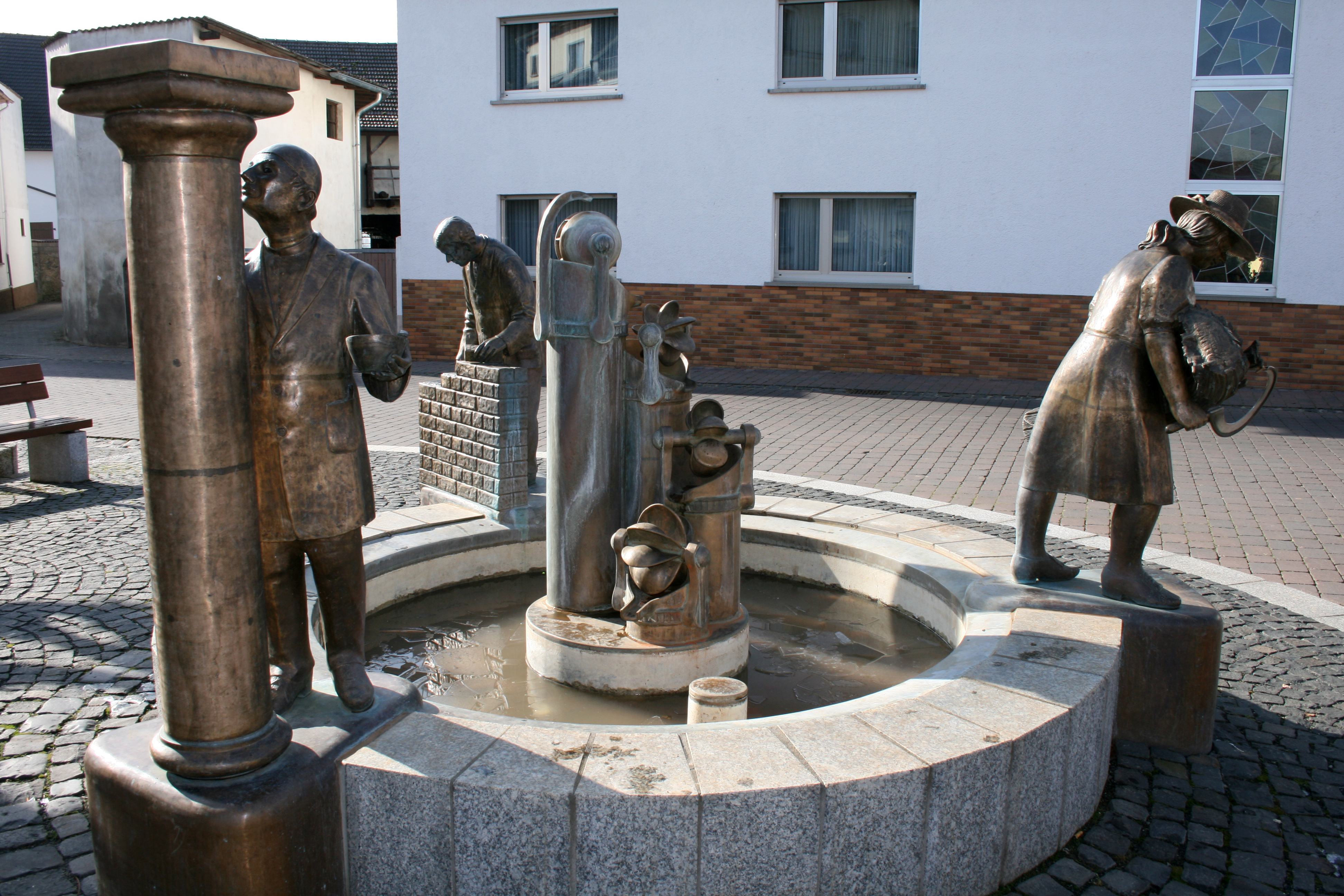
Oberbrechen: Brunnen am Denkmalplatz
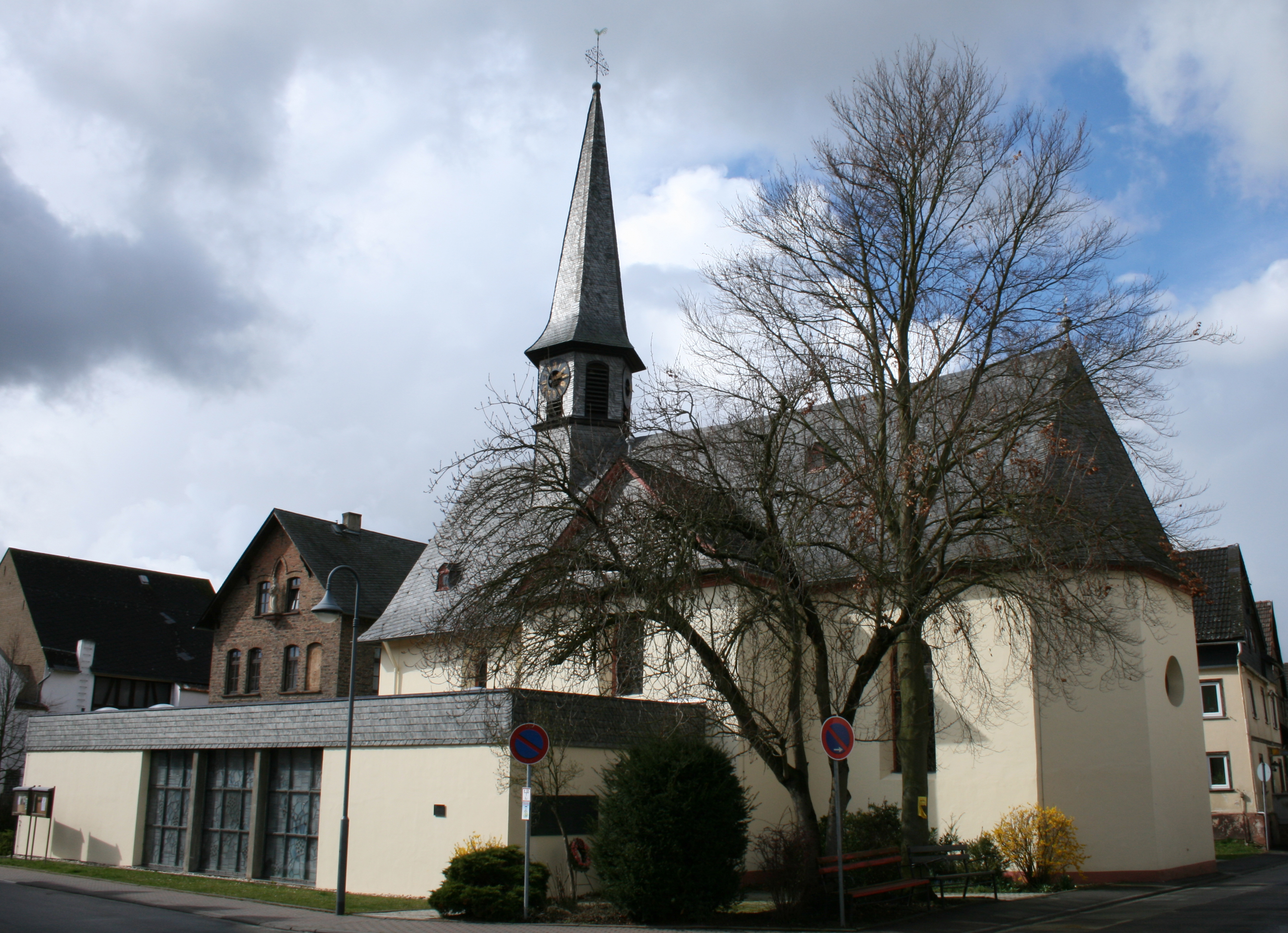
Werschau: Kirche St. Georg
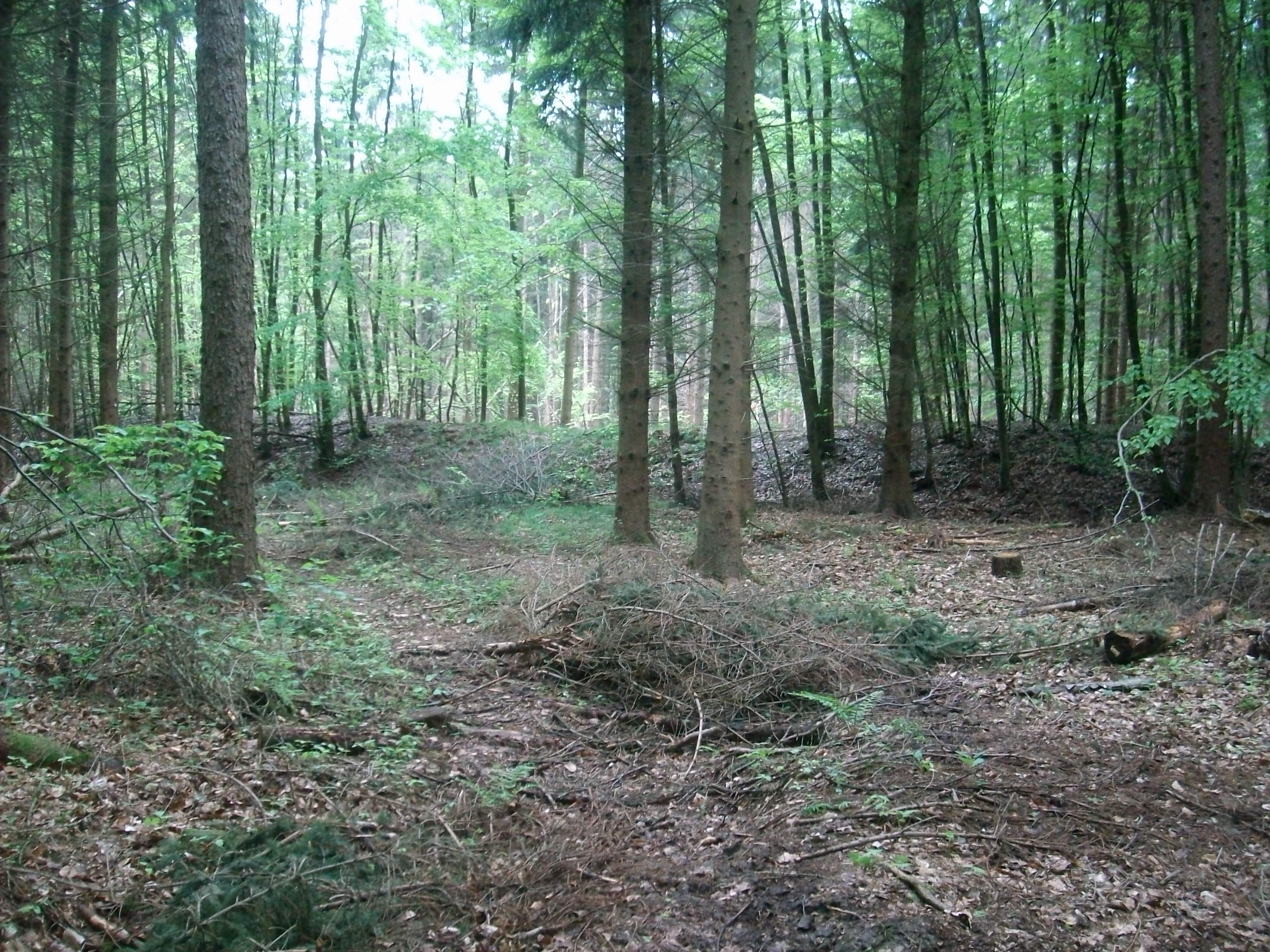
Römerlager „Alteburg“ bei Oberbrechen
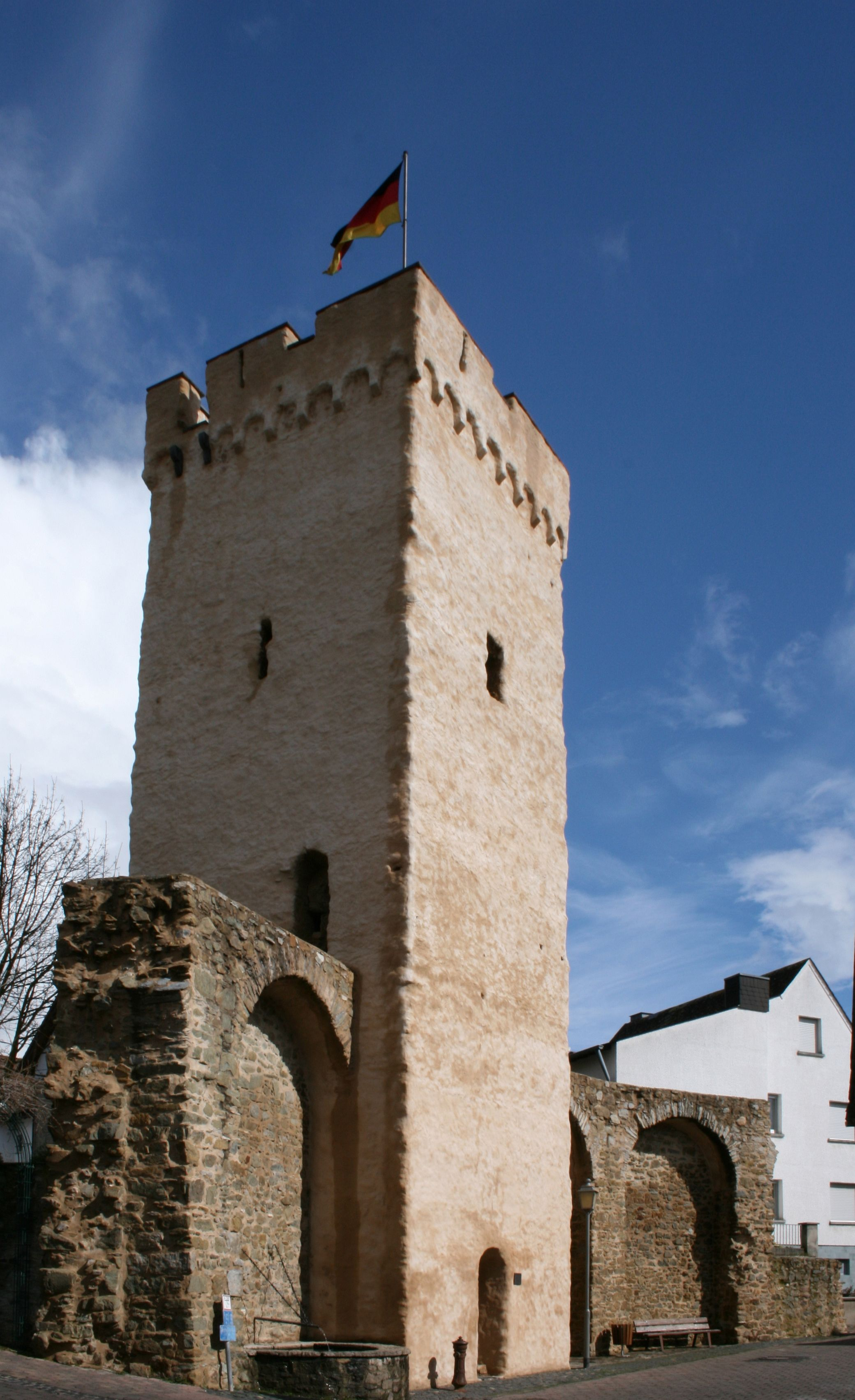
Gefangenenturm in Niederbrechen

## Wirtschaft und Infrastruktur
Die früher dominierende Landwirtschaft ist auch heute noch bedeutend, fast 70 % der Gemeindefläche wird von weniger als zehn Vollerwerbsbetrieben landwirtschaftlich genutzt. Brechen hat sich jedoch zur Wohngemeinde gewandelt, 90 % der Erwerbstätigen verdienen ihren Lebensunterhalt in den umliegenden Städten, hauptsächlich aber im Rhein-Main-Gebiet.

### Verkehr
Brechen ist durch die 6 km entfernte Anschlussstelle Limburg-Süd der A 3 an das Fernstraßennetz angebunden. Durch die Gemeinde verläuft die B 8.
Die Haltepunkte Oberbrechen und Niederbrechen liegen an der Main-Lahn-Bahn von Frankfurt (Main) nach Limburg (Lahn) (RMV-Linie 20).
Die Schnellfahrstrecke Köln–Rhein/Main durchquert mit der Wörsbachtalbrücke das Gemeindegebiet. Über den rund fünf Streckenkilometer entfernten Bahnhof Limburg Süd verkehren Züge Richtung Frankfurt (Main) und Köln (und darüber hinaus) in einem weitgehenden Stundentakt.
Der Hessische Radfernweg R8 verläuft durch die Orte Niederbrechen und Oberbrechen.

### Bildung
Die Gemeinde verfügt über eine Grund- und Hauptschule mit Realschulzweig in Niederbrechen sowie eine weitere Grundschule in Oberbrechen. Weiterführende Schulen gibt es im nahen Limburg.

### Einrichtungen
- Schule im Emsbachtal in Niederbrechen
- Grundschule Oberbrechen in Oberbrechen
- Kindergarten Niederbrechen, In der Schlei 45
- Kindergarten Niederbrechen, Westerwaldstraße 1–3
- Kindergarten Oberbrechen
- Kindergarten Werschau
- Freiwillige Feuerwehr Niederbrechen, gegr. 1897 (seit 1947 mit Blasorchester)
- Freiwillige Feuerwehr Oberbrechen, gegr. 1895 (seit 1972 mit Musikzug, seit 1. März 1988 mit Jugendfeuerwehr und seit 2012 eine Kinderfeuerwehr)
- Freiwillige Feuerwehr Werschau, gegr. 1927 (seit 1. Mai 1972 mit Jugendfeuerwehr)
- Katholische öffentliche Bücherei Niederbrechen
- Katholische öffentliche Bücherei Oberbrechen
- Katholische öffentliche Bücherei Werschau
- DLRG OG Brechen-Runkel-Villmar, gegr. 1974 (auch mit DLRG-Jugend)

## Persönlichkeiten

### Söhne und Töchter der Gemeinde
- Joseph Neuhäuser (1890–1949), Komponist
- Walter Neuhäusser (1926–2021), Architekt
- Martin Richard (* 1951), Politiker (CDU), Bürgermeister der Kreisstadt Limburg an der Lahn (1997 bis 2015)

### Persönlichkeiten, die vor Ort gewirkt haben
- Peter Josef Blum (1808–1884), Bischof von Limburg